# Вігель Пилип Пилипович
Філіпп Філіппович Вігель (12 [23] листопада 1786, садиба Сімбухове — 20 березня [1 квітня] , Москва) — один з найвідоміших російських мемуаристів, знайомий Пушкіна, член Арзамаського гуртка, автор широко відомих і популярних у XIX столітті «Записок» (повне видання в семи частинах, 1892), які дають найбагатший матеріал для історії російського побуту та вдач. У першій половині ХІХ століття, харвктеристики різноманітних діячів на той час. Справжній статський радник (1830).

## Походження
По батькові шведський естонець, по матері він походив із дворянського роду Лебедєвих . Дід Лаврентій Вігель (1689—1764) у юності служив драбантським капітаном у війську Карла XII . Батько, Філіп Лаврентійович Вігель (1740—1812), таємний радник, з 1801 був першим пензенським цивільним губернатором, а до цього завідував розмежуванням земель для нових поселенців Пензенського і Саратовського краю. Мати походила з роду першого пензенського воєводи Івана Лебедєва. Сестра була дружиною генерала І. І. Алексєєва, перебільшений опис подвигів якого Вігель залишив потомству По батькові його найближчим родичем був генерал Ф. І. Сандерс . Серед троюрідних братів Вігеля Н. З. Мартинів та М. н. Загоскін .

## Біографія
Виховувався в Москві та в Зубрилівці (тамбовському маєтку князя С. Голіцина та його дружини Варвари, уродженої Енгельгардт), де був у спілкуванні з Криловим, вихователем князівських синів. Складався на службі в Московському архіві Колегії закордонних справ, де познайомився зі своїм майбутнім покровителем Д. Н. Блудовим . У 1805 р. брав участь у посольстві Головкіна до Китаю . Під час перебування в Парижі 1810-х років Вігель потрапив у темну історію, коли учень перукаря, що заночував у нього, стягнув у нього золотий годинник; знайти пропажу допоміг йому знаменитий детектив Видок . На зборах Арзамаського гуртка носив прізвисько «Івіков Журавель». Захоплювався колекціонуванням гравюр та літографій .
В 1820 році в чині колезького радника був призначений правителем канцелярії Комітету для будівель і гідравлічних робіт в Санкт-Петербурзі . У 1824 році по протекції М. С. Воронцова отримав призначення віце-губернатором Бессарабської області . Пізніше був керченським градоначальником. У 1829 році в чині статського радника був призначений віце-директором Головного управління духовними справами іноземних сповідань, керуючим департаментом . У 1831 році Головне управління духовними справами іноземних сповідань було ліквідовано, одночасно у складі Міністерства внутрішніх справ було створено Департамент духовних справ закордонних сповідань. Вігель у чині дійсного статського радника був призначений «посідником директора» цього департаменту. На посаді затверджений не був, як «що займає посаду директора» служив до 1840 року, коли вийшов у відставку. Вийшовши у відставку, взявся за написання спогадів.
«Філіпушка», як його називали близькі, полягав у дружньому листуванні з Жуковським і був коротко знайомий з Пушкіним, якому скаржився з Кишинева в 1823 році: «Хоча мої гріхи або, краще сказати, мій гріх великий, але не так щоб доля визначила мені місцеперебуванням помийну цю яму». Послання у віршах до Вігеля поет уклав жартівливими рядками, що натякають на гомосексуальні схильності адресата : "Щойно буде мені дозвілля, Я буду перед тобою; Тобі служити я буду радий — Віршами, прозою, всією душею, Але, Вігель, — пощади мій зад! " У тому ж листі поет рекомендує Вігелю «милих трьох красенів», з яких «думаю, придатний на вживання на користь власне найменшою: NB він спить в одній кімнаті з братом Михайлом і трясуться немилосердно — з цього можете вивести важливі висновки, представляю їх Вашої досвідченості та розсудливості» .

Політичні погляди Вігеля, особливо у пізні роки, можна охарактеризувати як вірнопідданські. Саме він доніс митрополиту Серафиму на філософський лист Чаадаєва в " Телескопі « 1836 р. Вігель, який давно не терпів Чаадаєва, ополчився на „богомерзку статтю“ як на „жахливий наклеп на Росію“. Звернення митрополита до графа Бенкендорфа і вимога довести про статтю до відома государя були підказані голосом Вігеля. Проте з приводу смерті Миколи I літній Вігель у вітальні бурхливо висловлював свою радість, через що А. О. Смирнова відмовила йому від дому за „ослячі лягання і гавкіт моськи перед мертвим левом“. У записках Смирнової про Вігеля сказано: наш російський St. Simon … прикрасив російську літературу портретами, хоч у карикатурному вигляді».
Росія з усіма своїми відтінками політичними, урядовими, літературними, общежительными, включаючи столиці і провінцію, і особистостями відбивається у яких досить повно, хоча, можливо, і завжди безпомилково і непогрішно правильно.— П. А. Вяземский

## «Записки» Вігеля
Відомістю своєї Вігель зобов'язаний своїм мемуарам про першу третину XIX століття (доведені до 1830 року), які, незважаючи на жовчність та упередженість оцінок, а також численні неточності, є першорядним джерелом для дослідників того часу. Сам автор читав уривки і в себе вдома, і в багатолюдних вітальні. Мемуари, що тривалий час ходили у списках, опубліковані зі значними цензурними перепустками в " Російському віснику " після смерті автора (1864) і мали широку популярність. Багато хто поспішав виправдатися від суворих вироків Вігеля та виправдати своїх родичів чи друзів. У першому своєму виданні мемуари Ф. Ф. Вігеля іменувалися «Спогади Пилипа Пилиповича Вігеля», а при перевиданні 1928 р., що відновив цензурні перепустки, стали іменуватися просто «Записками». Найбільш повне видання було здійснено у 1891-93 роках. Протягом XX століття «Записки» повністю не друкувалися і стали бібліографічною рідкістю.
Багато історичних осіб пройшло перед Вігелем. Він пам'ятав вступ на престол Павла, знав Миколу Павловича ще великим князем, бачив сімейство Є. Пугачова, стикався з масонами та мартиністами, відвідував поради квакерів у Михайлівському замку. У записках його проходять А. Кутайсов, князь А. Гліцин, поет-міністр Дмитрієв, князь Багратіон, І. Каподистрія, покоління Воронцових, Раєвських, Кочубеїв. У Пензі, де в 1801—1809гг. губернаторствовав його батько, він застав як пензенського губернатора М. Сперанського, «як Наполеона на Ельбі», вже повалений і здався; при ньому доживав свій вік «на спокої» Румянцев-Задунайський. Призначення Кутузова, всі перипетії війни і миру, всі чутки і плітки про інтриги і війну, немилість і заслання Сперанського, перші невиразні звістки про смерть Олександра, змова декабристів — все це описано Вігелем у «Записках». Закінчуються вони напередодні польського заколоту. Старосвітський побут, дворянське чванство, старовинне пересування убогими дорогами з пригодами та знайомствами в дорозі, службові інтриги — все це колоритно передано Вігелем у спокійній, неквапливій манері. Щодо окремих особистостей (таких, як Гоголь) Вігель вузький і особливий, впадаючи в упередженість, що межує з чорносотенством.

## Колекція портретів
Свою унікальну колекцію з 3139 аркушів літографічних і гравірованих портретів різних осіб і близько 800 гравюр у книгах Ф. Ф. Вігель передав у дар Імператорському Московському університету в 1853 році . Сьогодні вона зберігається у Відділі рідкісних книг та рукописів Наукової бібліотеки МДУ імені М. М. Ст. Ломоносова . Серед естампів — гравюра різцем з оригіналу О. А. Кіпренського з автографом А. З. Пушкіна. Факт дарування був зазначений у «Звіті про стан та дії Імператорського Московського університету за 1851—1853 академічні роки» у розділі «Чудові придбання»:
 Зібрання це, згідно з поділами, прийнятими самим збирачем, укладає портрети：російських царів, вельмож та інших відомих осіб росіян, іноземців, що були в російській службі; портрети імператорів, королів, герцогів, пап, кардиналів, курфістів, принців, принцес, маркгафів, портрети богословів та вчених.